# Lakeside (Oregon)
Pour les articles homonymes, voir Lakeside (homonymie).
Lakeside est une municipalité américaine située dans le comté de Coos en Oregon.
Lors du recensement de 2010, sa population est de 1 699 habitants. La municipalité s'étend sur 2,29 milles carrés (5,93 km2).
La localité est fondée au début du XXe siècle sur les rives du lac Tenmile (en). Elle devient une municipalité en 1924. Dans les années 1930 et 1940, Lakeside est une destination pour plusieurs stars hollywoodiennes. Durant la Seconde Guerre mondiale, la ville vote pour sa désincorporation, de nombreux habitants ayant quitté la ville pour travailler pour l'armée. Lakeside redevient une municipalité le 26 juin 1974.
Le parc d'État William M. Tugman est situé au nord de la ville.